# 魯粛
魯 粛（ろ しゅく）は、中国後漢末期の武将・政治家。字は子敬（しけい）。徐州下邳国東城県（現在の安徽省定遠県南東部）の出身。子は魯淑。孫は魯睦。袁術・孫策・孫権に仕えた。赤壁の戦いでは降伏派が多い中、主戦論を唱え周瑜・孫権と共に開戦を主張した。

## 経歴

### 孫氏への仕官
生まれてすぐ父が死去し、祖母と生活した。裕福な豪族の家に産まれたが、施しを盛んにし、やがて家業を放り出し、財産を投げ打ってまで困っている人を助け、地方の名士と交わりを結んだ。
魯粛の体躯は雄々しく立派で、若いころから壮士の節義を持ち、奇計を考えることを好んだ。天下が乱れんとしていたので、乱世が深まると撃剣・騎射などを習った。また私兵を集め狩猟を行ない、兵法の習得や軍事の訓練に力をいれていた。このようなことから、郷里の人々には理解されず、村の長老には「魯家に、気違いの子が生まれた」とまで言われていたという。
周瑜が居巣県長であった頃、わざわざ魯粛の元に挨拶に赴き、同時に資金や食料の援助を求めた。この時、魯粛は持っている2つの倉の内の片方をそっくり与えた。周瑜は魯粛の非凡さを認め、これをきっかけに親交を深めた。
魯粛は名声が高まると、袁術に請われ配下となり、東城県長に任命された。しかし魯粛は、袁術の支離滅裂な行状に見切りをつけ、一族や若い遊侠達を多く含んだ郎党を引き連れて、居巣の周瑜を頼った。やがて、周瑜とともに長江を渡り、曲阿に家族を住まわせた。このとき、魯粛は私兵を引き連れて、渡河を阻止しようとする役人達を弁舌と武力で説得し、長江を強引に渡った。孫策に目通りし、孫策からもまた非凡さを認められ尊重されたという。
やがて祖母が死去すると、魯粛は柩を守って東城に戻り、葬儀を営んだ。その時魯粛の元に友人の劉曄から手紙がきて、母親を迎えに帰った時、一緒に巣湖に拠って1万の兵士を集めていたという鄭宝の下に行くことを勧められた。魯粛は手紙を劉曄に送ってそれに賛同し、曲阿に戻って母親を迎えに行こうとした。その頃に孫策が没し孫権が跡を継いでおり、周瑜は魯粛の母親の身柄を呉に移していた。魯粛が事情を周瑜に説明したが、周瑜は孫権の王者としての資質と江南の天運の存在を挙げ、逆に魯粛を説得した。魯粛は北へ戻ることを思いとどまり、周瑜の推挙により改めて孫権に仕官した。なお、魏書の劉曄伝では、劉曄は魯粛から鄭宝を危険人物だと知らされていたため、鄭宝を酒宴に招き、自らの手で斬り捨てたことになっている。

### 大胆な戦略
魯粛が孫権に初めて謁見した時、孫権は魯粛を大いに気に入り、他の客が帰った後も彼1人を呼び戻して、酒を酌み交わし天下を論じたという。魯粛は「漢を復興するなどという事は無理な事であり、曹操もそう簡単には取り除く事が出来ません。故に将軍にとって最善の計は、江東地方をしっかりと割拠し、天下の変をじっくりと見守る事です。具体的に曹操が北方問題に取りかかっている間に黄祖、劉表を討伐し長江を極めた後に帝王を号するのです」と提案した。
それに対して孫権は「今は地方が手一杯。漢室をお救いできればと願うばかりで、そのような事は及びもつかないな」と答えるのみだった。
尚、曹操が北方問題に取りかかってる間に黄祖、劉表を討伐するという目標は達成できなかった。
重臣の張昭は魯粛の不遜さを咎め、何度か非難した。しかし孫権が意に介さず、ますます魯粛を尊重し、厚く持て成したため、魯粛の母は以前の資産家であった頃と同様の生活が送れるようになった。

### 孫劉同盟を司る
建安13年（208年）、赤壁の戦いの直前に劉表が死去すると、すぐに荊州の様子を探りに行くように進言し、劉表の弔問の使者となることを申し出た。孫権が魯粛を使者として送ったが、魯粛は夏口まで赴いたところで、既に曹操が荊州征伐の軍を起こしたことを知り、ただちに南郡に急行した。そこで劉琮が曹操に降伏し、劉備が敗走し江夏に向かっていることを知ったため、魯粛は劉備を迎え取るため出向き、当陽の長坂で劉備との対面を果たした。
魯粛が孫権の意向と実力を伝え、劉備と同盟を結び曹操と対峙したい事を進言すると、劉備はこれを喜んだ。さらに諸葛亮と話し合って親交を結んだ。劉備が夏口に着くと、魯粛が孫権の下に復命をするために帰還したが、このとき劉備は諸葛亮を使者として魯粛に同行させた。孫権陣営が曹操への降伏論に傾きつつあったが、魯粛は一人沈黙し、孫権が厠に立ったときにこれを追いかけた。孫権が魯粛の存念を尋ねたところ、魯粛は孫権には自らと違い、曹操に降伏しても身の置き所がないと説き、降伏論には孫権にとって利がないことを論じた。孫権は、実は同じ考え方であり、降伏論に失望していたことを打ち明け、魯粛の存在を天からの贈り物として称えた。
周瑜が使者として鄱陽にいたが、魯粛は孫権に進言し周瑜を呼び戻すよう勧めた。周瑜が帰還すると、孫権は周瑜に軍の総指揮を任せ、魯粛を賛軍校尉に任命し補佐させた。赤壁戦後、曹操が敗走すると、魯粛はすぐさま一足早く帰陣した。孫権は諸将を総動員して魯粛を出迎える。魯粛が陣地に入って拝礼しようとすると、孫権が立ち上がって彼に敬礼し、「子敬よ、孤が鞍を手に下馬して出迎えたならば、そなたを充分に顕彰したと言えようか？」と聞くと、魯粛は走り出て「いいえ、まだ充分とは言えませぬ」と答えた。人々にそれを聞いて愕然としない者はいなかった。座に着いたのち、魯粛はゆっくりと鞭を挙げながら「願わくば殿、威徳を四海に加えて九州を総括され、よく帝業を打ち立て、改めて安車・軟輪を以てこの魯子敬を徴されますよう。そうして初めて顕彰した事になるのでございます」と言った。孫権は手を叩いて愉快げに笑った。
赤壁の戦いの直後、孫権軍は荊州南部の南郡・武陵・長沙・桂陽・零陵を曹操より奪い取った。武陵の公安に駐屯した劉備は呉の京城を訪問し、荊州南部の督にしてほしいと孫権に求めた。これには周瑜や呂範といった人物が反対し、劉備をこのまま引き止めておくよう孫権に求めた。
このような中で周瑜が死去すると、その遺言で後継役として選ばれ、奮武校尉に任命されて軍隊を取りまとめた上で、周瑜の兵士4千人ほどと所領の4県を有した。程普が南郡太守に任命される一方で、魯粛は江陵に軍を置いたが、やがて陸口に駐屯地を移した。地方でも彼の威徳は行き渡り、兵士は1万人ほどに増強された。漢昌太守・偏将軍となった。魯粛は曹操という大敵に対抗するためには劉備に力を与えておくべきと考え、孫権に進言した。魯粛の提案を受けた孫権は、劉備に荊州を貸し与えた。劉備陣営との連携に尽力し、周瑜の死後には孫権陣営の舵取り役として活躍。
周瑜が荊州を制圧した直後、孫権は劉備に共同して西の蜀（益州）を獲ろうと申し出てきた。しかし劉備たちは蜀を分け取りにするよりも自分たちだけのものにしたいと思ったのでこれを断った。かつて孫権が益州に遠征しようとしたとき、劉備に阻止された。建安17年（212年）、劉備自身が益州に内応に乗じた騙まし討ちを行うと、孫権は劉備の前言との違いに詐術を用いたと吐き捨てた。孫権と荊州を守る関羽との間でも、荊州を巡って何度か紛争が起こるようになっていたが、魯粛は劉備との同盟を続け、曹操に対抗するため、常に友好的な態度で接し、事を荒立てないようにした。
建安19年（214年）、皖城の戦いに参加し、やがて横江将軍に転じた。建安20年（215年）に劉備が益州を併呑したことを知った孫権は、荊州の長沙・桂陽・零陵の返還を求めたが拒絶されたため、呂蒙に命じてこの3郡を平定した。孫権は長沙・桂陽・零陵の三郡に役人を送り込もうとするが、それを関羽が追い返してしまう。孫権はこの知らせを聞くと自ら陸口に布陣し魯粛は1万軍を率いて巴丘に進軍すると、劉備も公安に出陣し関羽が3万軍を率いて益陽に布陣した。一方呂蒙が2万の軍を指揮して長沙・桂陽を降伏させ、安成・攸・永新・茶陵の四県の官吏は合して山城に籠り抵抗したが、呂岱に攻められて降伏した。関羽を牽制するため、魯粛は益陽に城を築いた。関羽は3万人のうち、精鋭5千人を自選し、川の上流の十何里かの瀬に送り、夜に川を渡ろうとした。魯粛と諸将はこの対応を議論すると甘寧は「俺の300の兵に加え、あと500の兵士を都合してくれれば俺が対応できる。関羽は俺が言葉を発したり物音を立てるのを聞けば川を渡らぬだろう。しいて川を渡れば、関羽を捕らえられる」と主張した。魯粛は甘寧に千の兵を選び与え、甘寧は夜のうちに対岸に布陣した。関羽はこれを聞き、川を渡らず、軍営を結んだ。その土地は関羽瀬と名付けられる事になった。孫権は呂蒙に魯粛への救援を命じ、しかし呂蒙は救援書を隠した。時に零陵の郝普はいったんは降伏を拒ん、最終的には呂蒙の計略に騙され降伏した。後に呂蒙が孫河を三郡に駐屯させると、自分は益陽に進軍して魯粛軍と兵を合わせ、両軍は戦わずして対峙させた。魯粛は常に毅然とした態度で臨み、関羽を招いて会見し、おのおの兵馬は百歩後ろに控えさせ、ただ将軍だけが刀一振りを帯びて会談に臨むよう申し入れた。
魯粛が関羽と会談しようとしたとき、諸将は変事が起こるのを懸念して赴くべきでないと提言した。魯粛は「荊州の土地は劉備が敗れて遠来し、住むところがなかった為に貸したものであり、今、益州を獲たのにもかかわらず、返還の意思は無く、ただ三郡を求めても命令に従わないとはどういう事か」と関羽を責めた。これに対してこの会談において座っていたものの一人が「土地は徳のあるものが所有するのであり、どうして有するところが定まっていようか」と叫んだ。劉備側に対して強硬な態度をとる魯粛はこれを顔をしかめて怒鳴ったが、関羽は「国家の事がこのような人にどうしてわかろうか」と目配せをして座から去らせた。魯粛は劉備を情を飾り、徳にもとったため好誼がやぶれたと非難すると関羽は答えることも無かったとある。曹操が張魯を降伏させ漢中を領有すると、荊州の返還を拒否した劉備は益州を失うことを恐れて、孫権へ和解を求めた。要求した三郡の領有はかなわなかったものの湘水を境界線として割き、孫権は零陵と郝普を劉備に返還した。劉備は孫権に長沙・桂陽の領有権を認め、自分は零陵・武陵・南郡を領有することとなり停戦した。その後、孫権が呂岱を長沙に駐屯させると、魯粛は引き返して陸口に駐屯した。
建安21年（216年）、長沙郡の安成県長の呉碭と中郎将の袁龍が関羽に呼応して再び反乱を起こし、攸と醴陵に拠った。孫権は魯粛に命じて攸を討たせ、呂岱には醴陵を攻撃させた。二人は敗れて呉碭は逃亡し、袁龍は捕らえられ斬られ、反乱は平定された。
建安22年（217年）秋、46歳で死去した。孫権は哭礼し、葬儀にも直々に参加した。また諸葛亮も喪に服した。
黄龍元年（229年）、孫権は皇帝として即位した時、儀礼のための祭壇に登ると群臣を振り返り、「周瑜がおらねば帝位にはつけなかった。そして魯粛にはこうなる事が分かっていたのだ」と敬意を示したという。

## 人物

### 武芸
- 撃剣に長け弓術・騎術に秀でていた。袁術配下に離脱する魯粛は、私兵を引き連れて、周瑜とともに江南を渡り、役人達（袁術勢力）から追っ手を差し向けられたようだ。魯粛は弓を引き、地面に盾を何枚も矢で貫いてみせて彼らを威嚇した。

### 評価
- 「公平謹厳で、自らを飾ることが少なく、その生活は内外共に質素であった。人々が持て囃すようなことには興味を示さなかった。軍の指揮に当たっては、等閑なところがなく、禁令は誤りなく行なわれた。軍旅の間にある時にも、書物を手から離すことなく、また思慮は遠くに及んで、人並み優れた明察力を備えていた。周瑜亡き後の呉を代表する人物であった」と評している（『呉書』）。

- 孫権は都を建業に戻して、文武大会が行われたときのこと、厳畯は、孫権が魯粛と呂範を実質以上の評価をし過ぎるのではないかと、納得できないと漏らしたことがあったので、孫権は魯粛について、「劉秀は初め、更始帝の傘下に入っており、自分が皇帝になるつもりはなかった。しかし鄧禹が漢の王室を復興し、皇帝になることを勧めたので、その志を大きくし、後漢を立てることになったのだ。はじめ、私は漢の臣であり、帝王になる気はなかった。魯粛は初めから漢の復興はもはや不可能だから私を帝王にするという目的を持ち、そのために一貫した行動をとったという点が、際だって優れている。鄧禹と同様に魯粛もすぐに帝業論を唱えたのが似ている」といった。厳畯はこれを聞いて納得した（『江表伝』）。

- 孫権は陸遜とともに、かつての名臣であった周瑜・魯粛・呂蒙について論じた。孫権は魯粛について、「魯粛は宴で帝業の大略（曹操が北方を治め、孫権が南方を割拠する天下二分の計）を披露したこと。赤壁で抗戦を主張し、緊急に周瑜を呼び寄せ、大軍をつけて曹操を迎え撃てと進言してくれた。魯粛には以上の二つの長所があるが、ただ劉備へ土地を貸すよう自分に勧めたのは短所の一つである。しかし、前の2つの長所を打ち消すほどではない。この点では、魯粛は光武帝の名臣であった鄧禹に匹敵すると思っている。呂蒙は関羽を捕えることにかけては魯粛以上のできばえであった。魯粛は、帝王が世に出てくるときには邪魔する者は常に駆除されるものです、と自分に言った。魯粛は口だけだったが、自分は別に咎めようともしなかった。魯粛の取り柄はやはり、軍事にあった。魯粛が軍を率いると、命令がピシッと決まっていた。軍営は言うまでもなく、彼の軍が駐営するところはどこも規律が行き届いていたものだ」と論じた（『呉書』『資治通鑑』）。

- 東晋の袁宏の「三国名臣序賛」（『文選』所収）では魏の9人、蜀の4人、呉の7人が名臣として賞賛されており、その中に名を挙げられている[9][10]。

## 逸話
- 魯粛はこれ以前、呂蒙が軍略一辺倒の軍人であると侮っていた。しかし後に、魯粛が陸口に陣地を移す途中で呂蒙の下を訪れた時、呂蒙が独学で逆に学問の指南を受けるまでの知勇兼備の将軍に豹変していたため、呂蒙の母親に面会を申し入れ、親しく付き合うようになったという（「呂蒙伝」）。当初、孫権は魯粛の後任に学者の厳畯を起用するつもりであったが、厳畯が固辞したため呂蒙を後任に起用した（「厳畯伝」）。この逸話は「呉下の阿蒙」という故事成語となっている。

- 孫権が病気になったときのこと、巫者が「絹巾をつけたもとは将相とおぼしき幽霊があって、叱りつけても見向きもせずに宮中へと入って参ります」と報告した。その夜、権は魯粛がやって来るのを目にしたが、服と巾の様子はかの巫者が言ったとおりだった（『幽明録』）。

## 相関
- 岳陽楼は、魯粛が水軍の訓練をする時の閲軍楼であったという。黄鶴楼・滕王閣と共に、江南の三大名楼のひとつとされている。

- 湖南岳陽市に墓所が残る。1889年に墓碑と亭が整備されたが、文化大革命により破壊された。1986年に再建され、碑陽に「呉漢昌太守魯粛墓」と記された。省級重点文物保護単位。

- 江蘇鎮江市に墓所が残る。墓碑があり碑陽に「呉横江将軍魯粛之墓」と記されている。

- 湖北武漢市に墓所がある。1867年に墓碑が整備されたが、武漢長江大橋の建設に伴い1955年に取り壊され、山麓に移された。碑陽に「呉漢昌太守魯粛墓」と記されている。

## 三国志演義
小説『三国志演義』では、外交に親劉派文官（正史では孫権の帝業と孫・曹二分を中心に、親劉派でもない）として扱われつつも、気弱で優柔不断な性格のために諸葛亮にあしらわれ、周瑜になじられるという損な役回りを演じている。晚年について、『正史』では呂蒙等を助けて関羽を食い止め領地を奪還したり、劉備側の不正や不義に怒り彼等を逐一非難したりしているが、『演義』では劉備を甘やかすばかりだったため、劉備との交渉には完全に失敗した。また、その最期は管輅が占いにより曹操の前で予言した、という設定になっている。
『三国志平話』で有名な関羽との「単刀会」では関羽の引き立て役であるが、一方で会食の際に音楽を鳴らせわざと中国の音階である「宮・商・角・徴・羽」の内、「羽」の音を外して、「関羽を殺害しろ」と合図を送っていたとされる。